# 云湖 (佛罗里达州)
云湖（英語：Cloud Lake），是美国佛罗里达州下属的一座城镇。建立于1948年。面积约为0.3平方公里（约合0.1平方英里）。根据2010年美国人口普查，该市有人口147人。论人口在本州排行第400。